# Concile de Mantaille
Le concile de Mantaille est une assemblée réunie le 15 octobre 879 au château de Mantaille, près d'Anneyron. Elle fut présidée par l'archevêque de Vienne et constituée de seigneurs et d'ecclésiastiques. 

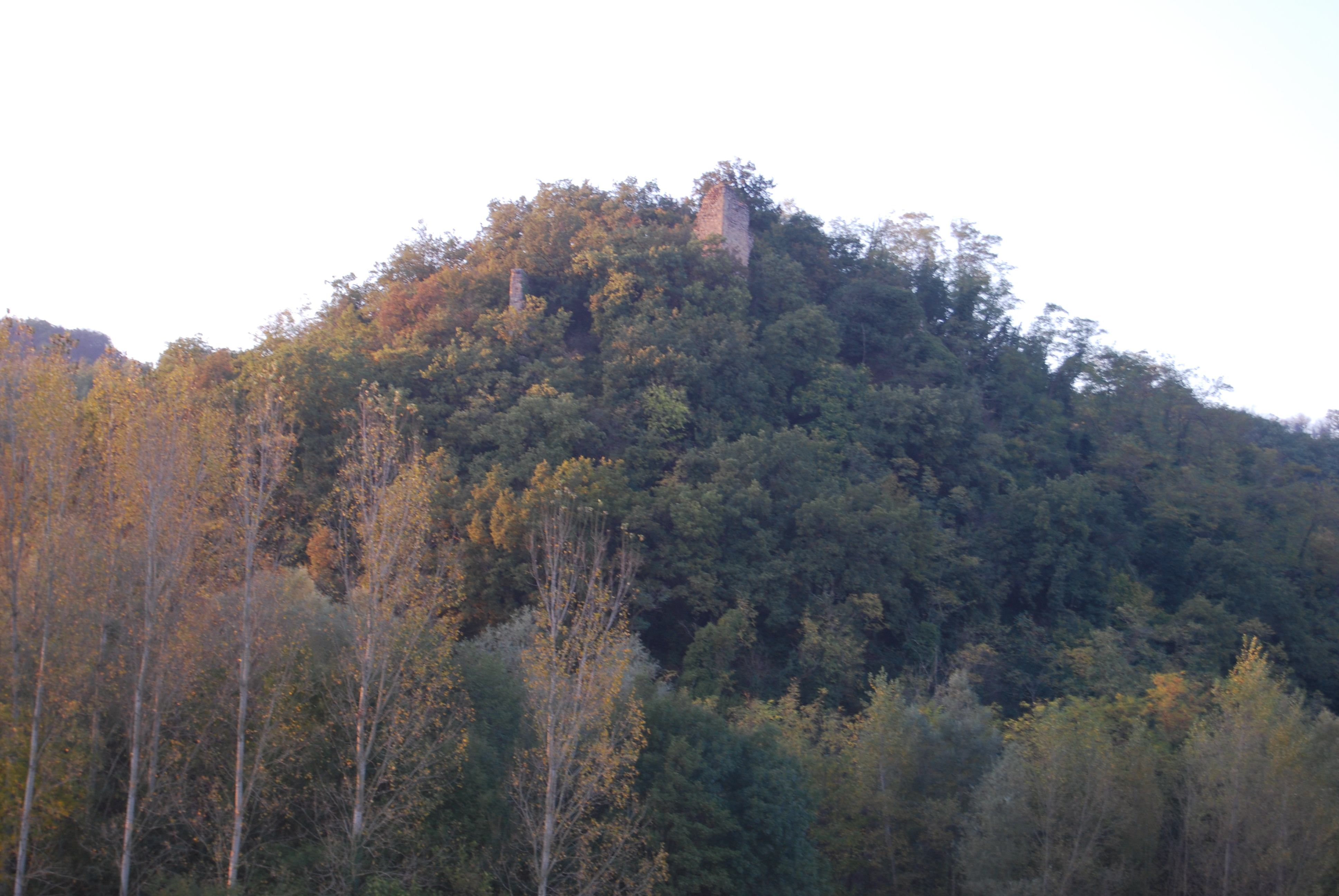
Les ruines du château de Mantaille où s'est tenu le concile homonyme

Boson, comte d'Autun, exerçant les fonctions ducales dans le Lyonnais, le Viennois, et en Provence, y fut proclamé « roi de Bourgogne ». S'il reçoit le titre royal, Boson ne prend toutefois pas la qualité de roi de Bourgogne cisjurane. Son « royaume de Provence », appelé aussi « royaume d’Arles ou de Vienne », s’étend au nord depuis les rives du Doubs jusqu’aux rives de la Méditerranée au sud ; il déborde sur l’Helvétie et l’Italie. Sous sa couronne se trouvent réunis une partie de la Bourgogne, le Bugey, la Bresse, le Dauphiné, le Forez, la Tarentaise, la Provence et une partie du Languedoc. Boson prend Vienne pour capitale et se dote d’une chancellerie dirigée par Adalgaire, l’abbé de Flavigny.
Ce couronnement intervint en pleine crise de succession carolingienne, à la mort de Louis II le Bègue. Boson a d'ailleurs été considéré comme un usurpateur, car il n'était pas de sang carolingien. Seule sa femme, Ermengarde, était en effet descendante de Charlemagne.